# Chalepus consimilis
Chalepus consimilis es un coleóptero de la familia Chrysomelidae.
Fue descrita científicamente en 1905 por Julius Weise.